# P.R.O.B.E
P. R. O. B. E. é uma série de vídeos, escrita principalmente por Mark Gatiss e produzida pela BBV Produções. Ela antecede Torchwood como o primeiro spin-off do universo de  Doctor Who.
A série apresenta Caroline John como Liz Shaw, trabalhando para o Preternatural Research Bureau. Muitos ex-atores de Doctor Who como Peter Davison, Colin Baker e Sylvester McCoy, aparecem na série desempenhando diferentes papéis. (Devido a restrições de licenciamento,nenhuma evidente alusão para a com O Doutor é permitido.) A ex-atriz de Doctor Who, Louise Jameson co-estrela com Caroline John nos quatro filmes, como Patricia Haggard.
Originalmente lançado em VHS, a série não foi amplamente disponíveis em vídeo. Quando um entrevistador comentou ao  autor da série Mark Gatiss, que ele nunca tinha visto a série, Gatiss respondeu: "Não, e você nunca irá. Um, eles não estão disponíveis. E dois, eu o proíbo." Todos os quatro filmes foram lançados em DVD no dia 3 de Março de 2012 exclusivo para Galaxy 4.
Um quinto filme escrito e dirigido por Bill Baggs foi lançado em 20 de abril de 2015, com Hazel Burrows no papel Liz Shaw.

### The Zero Imperative (1994)
A ex-agente da UNIT Liz Shaw e sua assistente Bayliss estão investigando uma série de assassinatos bizarros, todos cometidos perto de um hospital psiquiátrico que estará fechando em breve.
Quando o hospital é inesperadamente comprado pelo um rico Empresário Peter Russell,  as coisas começam a ficar fora do controle de Liz. O  diretor histórico da clínica, Doctor Dove e seu antecessor, o Dr. O'Kane estão abrigando o assassino? Qual é o horror centenário escondido nos terrenos?
E o que exatamente é o segredo da sala de zero?

#### Elenco
- Liz Shaw - Caroline John
- Patricia Haggard - Louise Jameson
- Louise Bayliss - Linda Lusardi
- Dr. Jeremiah O'Kane - Jon Pertwee
- Dr. Colin Dove - Sylvester McCoy
- Peter Russell - Colin Baker
- Dr. William Bruffin - Mark Gatiss
- Paciente zero - David Terence
- Dr. Beatrice Hearst - Nicola Fulljames
- Dr. Gilchrist - Patricia Merrick
- Cummings - Jonathan Rigby
- P.R.O. - Sophie Aldred
- Ordenado - Simon Messingham
- Ordenado - Alexander Kirk
- Ordenado - Robert John Preston
- Paciente Um - Peter Davison
- Daniel - Bill Baggs
- Voz do menino - Daniel Mills

#### Curiosidades
- Este filme é, ocasionalmente, listado como parte da série da BBV The Stranger, embora ele é um autônomo de produção. A única ligação aparente além da produção da empresa é de que Colin Baker estrelas em ambas.[4]

### The Devil of Winterborne (1995)
Quando P. R. O. B. E. são convocados para investigar o brutal assassinato do aposentado diretor Sr. Whittaker e seu cão, Liz Shaw é perturbada ap encontrar evidências de um ritual satânico, perto da cena do crime. A trilha leva ao engano e a corrupção, estende-se aos ocupantes atuais da próxima Escola Winterborne, onde parece que alguém está determinado a encobrir um antigo segredo - a qualquer custo. Com outro animal e um pouco de poeira, o atual chefe de comando acusado de assassinar um aluno, e um dos mais antigos funcionários da escola tendo sido esfaqueado com uma faca, Liz encontra-se sob crescente pressão de todos os lados para produzir resultados, especialmente com a P.R.O.B.E. sob ameaça de dentro - e a mortalidade. No entanto, uma revelação chocante do chefe de direção, Gavin Purcell, revela que O diabo de Winterborne está em liberdade - e só Liz pode detê-lo.

### Unnatural Selecione (1996)
Em 1975, o governo britânico fechou silenciosamente um projeto evolutivo secreto denominado BEAGLE, ordenando a destruição de todos os materiais de pesquisa
Hoje, a horrível descoberta de vários corpos estranhamente mutados alerta Liz Shaw  a P.R.O.B.E. ao fato de que algo está perseguindo o site original do projeto BEAGLE - algo que pode desafiar a própria natureza da própria humanidade!
Com uma equipe de segurança à sua disposição, Liz  tenta desesperadamente rastrear os resultados pervertidos do projeto.
Mas quem ou o que é a caça de quem?
- Liz Shaw - Caroline John
- Patricia Haggard - Louise Jameson
- Julius Quilter - Charles Kay
- Brian Rutherford - Geoffrey Beevers
- Soldado - Stephen Bradshaw
- Soldado - Keith Brooks
- Alfred Emerson - Mark Gatiss
- Col. Ackroyd - Alexander Kirk
- Dr. Gilchrist - Patricia Merrick
- Soldado - Mark Moore
- Guarda de Segurança - George Murphy
- Soldado - Gabriel Mykaj
- Clare - Zoe Randall
- Angela - Kathryn Rayner
- Cummings - Jonathan Rigby
- Dr. Dennis Lancaster - Simon Wolfe

### Ghosts of Winterborne (1996)
O Diabo do Winterborne só recentemente foi exorcizada pela P. R. O. B. E.
Mas quando o corpo de sua última vítima desaparece, e um livro de feitiços de magia negra é roubado de um museu local, Liz Shaw começa a se perguntar se os fantasmas do passado realmente foram colocados para descansar.
Forçada a uma aliança profana com o diretor desonrado da escola, Liz deve lutar não só com suas próprias emoções guerreiras, mas com um mal perverso que ameaça corromper a Terra novamente após 100 anos..
Mas como você luta contra uma sombra do inferno?
- Liz Shaw – Caroline John
- Patricia Haggard – Louise Jameson
- Gavin Purcell – Peter Davison
- Christian – Daniel Matthews
- Margaret Wyndham – Charmian May
- Andrew Powell – Reece Shearsmith
- Max – David Hankinson
- Ian – Nathan Hamlett
- Bibliotecário – Alan Nicolau

### When to die (2015)
Liz investiga a execução do governo de um cabo imortal que "não tem mais uso".
- Liz Shaw - Hazel Burrows
- Patricia Haggard - Georgette Ellison
- Giles - Bill Baggs
- Secretário de Estado da Defesa - Matthew Ellison
- Guarda De Segurança - Danni Fletcher
- Júlia Williams - Clare Groome
- Recepcionista - Kathrina Gwynne
- Principais Johnson - Neil Gwynne
- Charlie Reynish - Ken Hann
- Bennett - Marcus Kinsella
- Soldado - Ruben Sanchez
- Bósnio Diplomata - Brian Stansbridge
- Corporal 7891Alpha - Peter Ward